# Pablo Umeres
Pablo Umeres fue un político peruano. 
Fue miembro de la Convención Nacional del Perú (1855) por la provincia de Urubamba entre 1855 y 1857 que, durante el segundo gobierno de Ramón Castilla, elaboró la Constitución de 1856, la sexta que rigió en el país.
Ese mismo año (1867), llegó al Cusco el ingeniero sueco John W. Nystrom quien procuró la formación de una sociedad metalúrgica y minera en el Cusco para impulsar la industria siderúrgica. En su expedición e informes, se menciona a Pio B. Mesa, junto con otros terratenientes cusqueños como Pablo Umeres, Manuel Avelino y Mariano Orihuela, José María Galdo, Pedro Mariano Miota, quienes no sólo ayudaron a Nystrom en sus expediciones sino que suscribieron acciones para la constitución de dicha empresa la que, sin embargo, no pudo concretarse ante la poca inversión realizada por los habitantes del Cusco.